# Graeter's
O Graeter's é uma cadeia regional de sorveterias com sede em Cincinnati, Ohio. Fundada em 1870 por Louis C. Graeter, a empresa expandiu-se desde então para 56 locais de venda a retalho de sorvetes, doces e produtos de pastelaria no Centro-Oeste dos Estados Unidos. Distribui ainda os seus sorvetes por 6.000 lojas em todo o país. Em 2017, a empresa tinha 1.050 funcionários e US$ 60 milhões em receitas.
Graeter, filho de imigrantes alemães, abriu a primeira geladaria da empresa em 1870, no bairro de Pendleton, em Cincinnati, que rapidamente ganhou adeptos. Crescendo com o advento do mercado de sorvetes premium nas décadas seguintes, a empresa tem sido gerida por quatro gerações sucessivas da família Graeter, expandindo as suas lojas de retalho para Columbus, Louisville, Indianápolis, Pittsburgh, Chicago e outras cidades. Os acordos com as principais cadeias de supermercados, incluindo a Kroger, levaram o sorvete Graeter's a mais de 6.200 mercearias em todo o país.
O fabricante de gelados é conhecido pelo seu processo “French pot”, que produz um sorvete mais denso do que a média. O reconhecimento nacional deste gelado foi crescendo ao longo do tempo, em particular depois de Oprah Winfrey o ter declarado o melhor sorvete que alguma vez tinha provado em 2002. Desde então, várias celebridades e publicações mediáticas comentaram a qualidade da marca de sorvetes.

## História

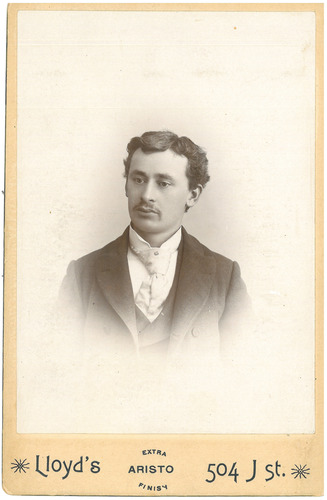
Louis Charles Graeter, o fundador da Graeter's

Tudo começou nas ruas de Cincinnati em 1870, quando Louis Charles Graeter começou a vender sorvetes. Vendeu com sucesso a guloseima em dois carrinhos, depois de a ter fabricado à mão em “French pot”.
Depois de se casar em 1900, ele e a sua nova esposa, Regina, mudaram-se para o número 967 da E McMillan Street e começaram a vender gelados na parte da frente da loja, enquanto os fabricavam nas traseiras. Pouco depois de ficar viúva, em 1920, Regina partiu com dois filhos pequenos e começou a trabalhar num negócio de sorvetes. Apesar dos preconceitos que enfrentou, Regina superou todas as expectativas das mulheres da época e assegurou que o negócio prosperasse sob os seus cuidados. Em 1922, Regina abriu uma nova sorveteria em Hyde Park e continuou a expansão a partir daí.
Foi por esta altura que outras empresas de sorvetes aumentaram a produção com novos métodos de produção em massa para custos mais baixos, abandonando o ofício tradicional. Teimosamente, Regina decidiu continuar fabricando sorvetes da melhor forma que sabia: em pequenos lotes de tachos franceses.
Regina, juntamente com a segunda geração da família e os seus filhos, Wilmer e Paul, assegurou o sucesso do legado da família em todos os momentos.
Durante a Grande Depressão, compraram uma fábrica em Mt. Auburn para levar o que era um pequeno luxo a mais pessoas. Do mesmo modo, durante a Segunda Guerra Mundial e a escassez de açúcar, fizeram o seu melhor para manter a produção e proporcionar um pouco de felicidade em tempos difíceis. Cada um dos irmãos deixou uma marca duradoura no negócio.
Paul introduziu a adição de uma padaria às salas de gelados. Uma adição bem-vinda no inverno. Wilmer inventou e deitou uma mistura única de chocolate num lote de sorvete congelado, inventando assim o nosso processo de fabrico de pepitas de chocolate.
Após o falecimento de Regina e a reforma de Paul, os filhos de Wilmer: Dick, Lou, Jon e, mais tarde, Kathy juntaram-se ao pai no negócio.
Determinaram que as máquinas French Pot deviam ser atualizadas. Começaram as inovações e, através de muitas tentativas e erros, os dispositivos foram aperfeiçoados e tornaram-se mais seguros, mais consistentes e mais duradouros. Apesar de as máquinas terem sido atualizadas, o tamanho dos lotes e o processo tradicional permaneceram completamente inalterados.
A família também expandiu a fábrica em Mt. Auburn, permitindo a produção de ainda mais sorvetes. Com estas expansões, conseguiram chegar a mais pessoas. A família começou a enviar o sorvete embalado com gelo seco diretamente para os clientes e conversou com a Kroger Company para disponibilizar o sorvete nas mercearias de Cincinnati e, no futuro, em todo o país.
Dick, Lou, Jon e Kathy passaram entretanto o testemunho à geração seguinte. Rich, Chip e Bob cuidam agora do negócio com a mesma atenção à qualidade, ao patrimônio e ao empenho dos seus antecessores.